# Robert Cloughen
Robert "Bobbie" Cloughen (Bronx, Nova York, 26 de gener de 1889 – Nova York, 7 d'agost de 1930) va ser un atleta estatunidenc que va competir a primers del segle xx.
Cloughen va estudiar al Morris High School del Bronx, on va ser membre dels equips de futbol, beisbol i bàsquet, així com tresorer de l'Associació Atlètica. Posterioritat anà a la Universitat Fordham, Universitat de Nova York i la Savage School d'educació física.
Inicialment no fou admès per prendre part en els Jocs Olímpics de Londres de 1908, però finalment fou acceptat i va disputar dues proves del programa d'atletisme: els 200 metres, on guanyà la medalla de plata en quedar rere Bobby Kerr; i els 100 metres, on tot i guanyar la primera sèrie, no prengué part en les semifinals.
El 1922 fou nomenat entrenador d'atletisme de la Universitat de Vermont. De Vermont tornà a Nova York com a entrenador de l'Erasmus Hall High School de Brooklyn entre 1926 i 1930.